# Three tight b
three tight b（スリータイトビー）は九州出身の3人からなる日本のバンド (音楽)。2002年結成、2004年メジャーデビュー。所属レコード会社はユニバーサルミュージック。
メンバーそれぞれ20代、30代、40代という「エイジレス・ユニット」である。
2009年4月解散した。

## メンバー
- ryohei（リョウヘイ、本名:松藤量平、1979年7月6日-〈ボーカル、ギター担当。鹿児島県出身。九州芸術工科大学出身。

2007年にソロデビュー。また、柴咲コウ、中森明菜、砂川恵理歌、TOKUに詞及び楽曲提供もしている。
- shinya（シンヤ、本名:新屋豊、1971年2月15日-キーボード、ボーカル担当。鹿児島県出身。鹿児島大学卒業。

Heartsdales、中島美嘉に楽曲提供経験有り。
- H(eichi)（エイチ、本名:濱洋一、1962年9月2日- ）ギター、ボーカル担当。長崎県出身。第一経済大学卒業（現、日本経済大学）在学中は音楽部に所属。写真家としても活動。

かつて本名の濱洋一名義でCROSS FMのナビゲーターを務めていた。中島美嘉、小野綾子、Sowelu、藤井フミヤ、茉奈 佳奈に楽曲提供もしている。また、福岡時代の中島美嘉をデモテープ制作などでサポートしていた。福岡発のアイドルユニットLinQでは立ち上げ時からサウンドプロデューサーを務めるが、音楽制作方向性の違いから2012年9月をもって離脱した。

## ディスコグラフィー
メジャーデビュー以降の作品を記す。

### シングル
- かわらぬ愛を（2004年5月26日）メジャーデビューシングル
- baby talk ～未来に…～（2004年9月8日）
- 存在（2005年3月2日）

3曲目収録の『遠方レター』はRKB毎日放送「今日感テレビ」のオープニングテーマとしてインディーズ時代より使用。
- 犬のお願い（2005年7月6日）

山田廣作プロデュースによる、「犬の十戒」をモチーフにした楽曲。多くのヒット曲を生み出した作詞家・中山大三郎の遺作。

## テレビ出演
- 歌スタ!!（日本テレビ）

shinya、H(eichi)がウタイビトハンターとして不定期出演。